# Making a living
(eng. Making a living) je bio filmski debi za Charlesa Chaplina u svijetu nijemog filma.

## Glume
- Charlie Chaplin - varalica
- Virginia Kirtley - kći
- Alice Davenport - majka
- Henry Lehrman - reporter
- Minta Durfee - žena
- Chester Conklin - policajac / skitnica